# بيز تريموغيا
بيز تريموغيا (بالإنجليزية: Piz Tremoggia)‏ هو أحد جبال سلسلة سلسلة بيرنينا ويقع في كانتون غراوبوندن في سويسرا. يحتل المرتبة رقم 69 في قائمة جبال سويسرا من حيث الارتفاع، إذ يبلغ ارتفاعه حوالي 3441 متر، بينما يبلغ ارتفاع نتوء الجبل 349 متر، هذا وقد سجل أول وصول لقمة الجبل عام 1859.